# 南アゼルバイジャン語版ウィキペディア
南アゼルバイジャン語版ウィキペディア（みなみアゼルバイジャンごばんウィキペディア、南アゼルバイジャン語:تورکجه ویکی‌پدیا）は、オンライン百科事典「ウィキペディア」の南アゼルバイジャン語版である。

## 歴史
- 2015年7月29日 南アゼルバイジャン語版ウィキペディアが開始

## 記事数
- 2018年8月9日、10万項目を突破する。
- 2020年3月19日、20万項目を突破する。